# Benz 14/30 PS
La Benz 14/30 PS era un'autovettura di lusso prodotta dal 1909 al 1922 dalla Casa automobilistica tedesca Benz & Cie.

## Storia e caratteristiche
Il modello 14/30 PS è stato introdotto per sostituire il precedente modello 18PS. Si trattava di un'autovettura di lusso appartenente al periodo della rinascita della Casa di Mannheim dopo gli anni di contrasti al vertice dell'azienda.

Uno dei modelli più spiccatamente concorrenti della Benz 14/30 PS era la Mercedes 14/30 PS, simile nella denominazione, ma anche nel tipo di propulsore utilizzato. Tale motore era un quadricilindrico in due blocchi fusi separatamente, disposti in linea. Tale motore aveva una cilindrata di 3560 cm³ (alesaggio e corsa pari a 90x140 mm). L'albero a gomiti era a 3 supporti di banco. Fin qui giungevano le analogie tra i due motori. Le differenze stavano nel tipo di distribuzione, ad asse a camme laterale in entrambi i casi, ma che nel modello Benz seguiva uno schema definito a L, cioè a valvole laterali tutte su un lato (l'omonimo modello Mercedes, invece, seguiva uno schema cosiddetto a F, con valvole di aspirazione in testa e valvole di scarico laterali). 

L'alimentazione del 3.6 litri montato dalla Benz 14/30 PS era a carburatore a getto. A partire dal 1913 fu montato un nuovo carburatore Zenith. Con tali caratteristiche, il motore della 14/30 PS raggiungeva una potenza massima di 30 CV a 1650 giri/min, abbastanza per spingere la vettura a 75 km/h di velocità massima.

Tradizionale il telaio in lamiera di acciaio stampata sul quale venivano montate le sospensioni ad assale rigido con molle a balestra, i freni a ceppi sull'albero di trasmissione (di tipo cardanico), il freno a mano che agiva sul retrotreno e il cambio a 4 marce con frizione a cono.

Ben presto il motore della 14/30 PS si guadagnò una solida reputazione per la sua affidabilità e relativa economia di esercizio. Ma la vettura rimaneva sempre destinata alla fascia di lusso del mercato, tant'è vero che il solo telaio nudo da carrozzare costava all'epoca ben 11 000 marchi.

La 14/30 PS fu tolta di produzione alla fine del 1922. Il suo posto sarebbe stato preso dalla Benz 11/40 PS con motore da 2.9 litri, quindi di cilindrata inferiore, ma con prestazioni migliori.